# Francesco Galeoto
Francesco Galeoto, detto Ciccio (Palermo, 17 marzo 1972), è un allenatore di calcio ed ex calciatore italiano, di ruolo difensore.

## Biografia
Da ragazzo lavorava come manovale lavorando il marmo che serviva come materiale al Cimitero di Santa Maria dei Rotoli di Palermo.
È uno dei giocatori più presenti nella Classifica di presenze in Serie B.
Ha collezionato 378 presenze con le maglie di Palermo, Salernitana, Pescara, Treviso, Arezzo, Genoa, Messina e Crotone.
In Serie A ha giocato 11 partite, tutte con la maglia del Treviso.

## Caratteristiche tecniche
Dopo aver cominciato a giocare come mezzala, diventa un terzino destro.

## Carriera
Dopo aver cominciato la carriera nel Delfini, società di Prima Categoria in cui giocava da mezzala, passa al settore giovanile del Palermo per poi giocare la sua prima stagione fra i professionisti nella Serie C2 1993-1994 con la maglia del Cerveteri. Dopo il campionato in Serie C1 con il Trapani, dove sfiorò, allenato da Ignazio Arcoleo, la promozione in Serie B, fu portato dall'allenatore palermitano al Palermo, tornando così a vestire la maglia rosanero. Qui giocò per due stagioni, e al termine della seconda la squadra retrocedette e Galeoto venne ceduto. Nell'estate del 1997 viene acquistato dall'ambiziosa Salernitana che, sotto la guida del tecnico Delio Rossi, conquista la promozione in serie A dopo aver dominato per tutta la stagione nel campionato cadetto. Nella trasferta di Reggio Emilia contro la Reggiana, Galeoto realizza la rete che permette alla compagine campana di prevalere contro una diretta concorrente per la promozione e di lanciarsi senza freni verso la serie A.
A sorpresa non viene confermato nella stagione successiva quando viene ceduto al Pescara, dove disputa tre campionati nel torneo cadetto e nel primo manca una nuova promozione in massima serie per un solo punto. Nella stagione 2001/2002 scende di categoria accettando la proposta di disputare il campionato di serie C1 nelle file del Taranto di proprietà dell'ex direttore sportivo del Perugia Ermanno Pieroni. In riva allo Ionio disputa una stagione positiva in cui la formazione tarantina, al termine della stagione regolare si piazza al secondo posto alle spalle dell'Ascoli. Con la maglia del Taranto raggiunse la finale play-off validi per la promozione in serie B al cospetto del Catania, squadra di proprietà della famiglia Gaucci. Nel doppio confronto con gli etnei il Taranto perse per 1-0 la gara di andata giocata in terra siciliana; al termine dell'incontro mentre le due squadre stavano imboccando la via degli spogliatoi, Galeoto venne aggredito e colpito da ignoti presenti sul terreno di gioco finendo in ospedale. Tale episodio scatenò fiumi di polemiche che si trascinarono fino alla vigilia della gara di ritorno che si disputò allo stadio Jacovone: il match terminò a reti inviolate e sancì la mancata promozione del team rossoblù in cui militava Galeoto.
Con il ridimensionamento dei programmi societari nel sodalizio ionico nel settembre 2002 Galeoto venne acquistato dal Treviso. Con i veneti giocò quattro campionati, uno in serie C1, due in serie B dove nel giugno 2005 approfittando di alcune retrocessioni a tavolino venne ripescato in Serie A, giocando una stagione terminata all'ultimo posto in classifica. Dopo una stagione ad Arezzo, gioca sei mesi nel Genoa dove contribuisce al ritorno in Serie A dei rossoblu. Nel 2007-2008 torna in Sicilia, a giocare con il Messina; a fine stagione si svincola dalla società peloritana per fallimento.
Il 25 agosto 2008 passa al Crotone, con il quale ottiene la promozione in Serie B nel giugno del 2009. Nel giugno del 2010 rimane svincolato per poi passare, a settembre, al Barletta con cui firma un contratto annuale. Il 23 settembre 2011 firma un contratto con l'Atletico Campofranco, squadra che milita nel torneo di Eccellenza in Sicilia girone A, ritirandosi a fine stagione.
Nel 2018 ha allenato il Castelbuono e nel 2019 l'Alcamo
Dopo il ritiro, nel 2024 diventa allenatore dei Palermo Calcio Popolare.

## Palmarès

### Club

#### Competizioni nazionali
- Campionato italiano Serie C1: 1

Treviso: 2002-2003
- Supercoppa di Lega di Serie C: 1

Treviso: 2003
- Campionato italiano di Serie B: 1

Salernitana: 1997-1998